# Bignami (métro de Milan)
Pour les articles homonymes, voir Bignami.
Bignami, dite aussi Bignami Parco Nord, est une station terminus de la ligne 5 du métro de Milan. Elle est située sous la viale Fulvio Testi (it), à l'intersection avec la via Emilio Bignami, quartier Bicocca, Municipio 9 de Milan, en limite avec la commune de Sesto San Giovanni, en Italie.

## Situation sur le réseau

Plan du métro (2021)

Établie en souterrain, Bignami est la station terminus nord de la ligne 5 du métro de Milan. Elle est située avant la station Ponale, en direction du terminus ouest San Siro Stadio.
Elle dispose des deux voies de la ligne, encadrées par deux quais latéraux. Station terminus les deux voies de la ligne sont prolongées et augmentées de trois autres voies de garages des appareils de voies permettent le passage d'une voie à l'autre en amont et en aval de la station.

## Histoire
La station Bignami est mise en service le 10 février 2013, lors de l'ouverture à l'exploitation de la première section de la ligne 5 entre Bignami et Zara,. Elle est nommée en référence à la rue éponyme qu'elle dessert. La rue doit son nom à Emilio Bignami (it) (1829-1910), ingénieur et écrivain, un des acteurs de l'insurrection des cinq journées en 1848.

## Services aux voyageurs

### Accès et accueil
La station possède quatre bouches d'accès équipés d'escaliers et d'escaliers mécaniques, ainsi qu'un accès direct par ascenseur depuis l'extérieur. La station est accessible aux personnes à la mobilité réduite.

### Desserte

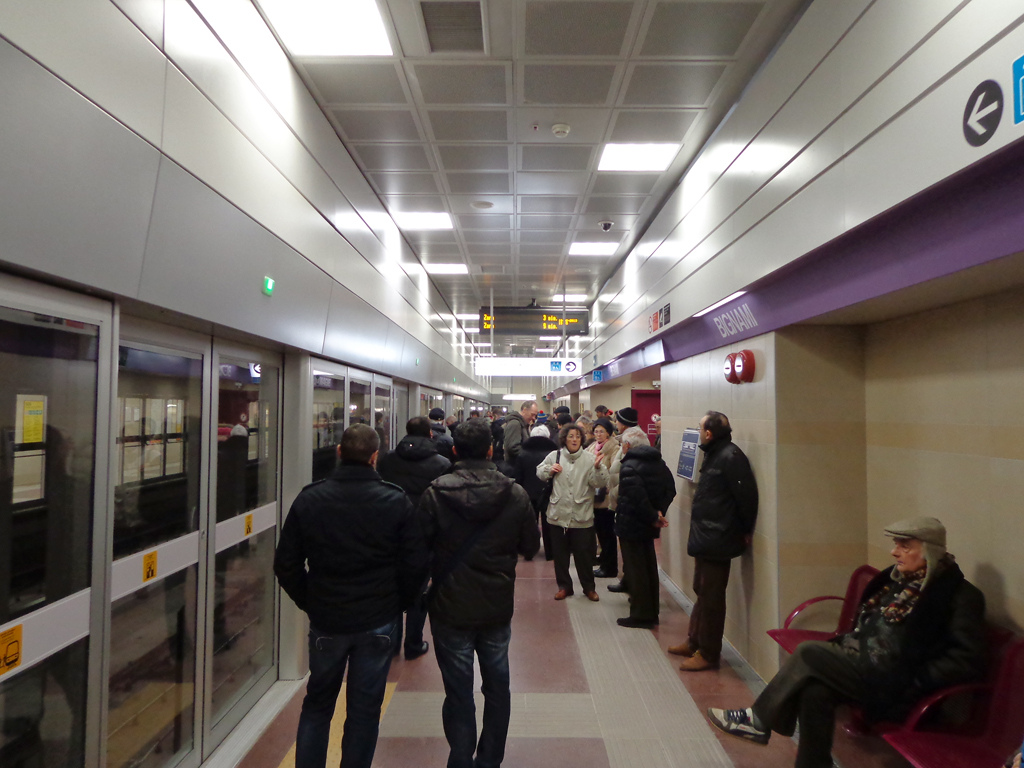
Un quai de la station.

Bignami est desservie par les rames qui circulent sur la ligne 5 du métro de Milan. Comme toutes les autres stations de cette ligne de métro automatique elle dispose de portes palières sur les quais.

### Intermodalité
À proximité un arrêt du tramway de Milan est desservi par la ligne 31 et des arrêts de bus ATM sont desservis par les lignes 713 et 228.